# (9150) Zavolokin
(9150) Zavolokin (1978 SE1) – planetoida z grupy pasa głównego asteroid okrążająca Słońce w ciągu 4,02 lat w średniej odległości 2,53 j.a. Odkryta 27 września 1978 roku.